# Richland Township (comté de Franklin, Iowa)
Richland Township est un township, du comté de Franklin en Iowa, aux États-Unis,.
Il est fondé en 1872.